# Ehrenkodex
Der Ehrenkodex (auch französisch Comment) ist ein oftmals ungeschriebenes Regelwerk über Wohlverhalten. Der Duden bezeichnet ihn als „Gesamtheit der in einer Gesellschaft oder Gruppe geltenden, die Ehre und das ehrenhafte Verhalten betreffenden Normen“.
Die Mitglieder von Berufsgruppen, Ständen und Kasten oder Orden unterwerfen sich und ihre Organisation diesen entweder im Laufe der Zeit allmählich entstandenen oder selbst verfassten Verhaltensregeln. Einerseits ist damit eine Unterwerfung unter einen Kodex mit entsprechenden  Verpflichtungen verbunden. Innerhalb einer solchen Ordnung schreibt er aber auch Privilegien für seine Mitglieder vor, welche Nichtmitgliedern nicht gewährt werden. Wer sich dem Kodex unterwirft, darf von anderen erwarten, entsprechend behandelt und geachtet bzw. respektiert zu werden.
Oftmals werden Ehrenkodexe auch mafiösen Vereinigungen zugeschrieben (vgl. Organisierte Kriminalität). Insbesondere die Cosa Nostra prägte den Begriff der „Ehrenwerten Gesellschaft“, die ihre Regeln („leggi d’onore e d’omertà“) mündlich in ihrer Aufnahmezeremonie verkündete und als Schwerpunkt das Schweigegebot der Omertà gegenüber staatlichen Instanzen wie Polizei und juristischen Behörden formulierte. Ferner wird in den Regelungen ein unbedingter Gehorsam gegenüber der rapressentante – der eigenen „Familie“ – sowie unter „Ehrenmännern“ stets die Wahrheit zu sagen gefordert. Behauptungen, die Mafia würde nicht gegen Kinder und Frauen vorgehen oder auch dass ihre Größen sich für karitative Zwecke uneigennützig einsetzen würden, gehören jedoch nach dem Kriminologen Frank Neubacher in den Bereich der Fiktionalität.